# Link Island
Link Island (in Chile Islote Sub-Teniente Ross bzw. Islote Ross) ist eine Insel vor der Nordküste der Trinity-Halbinsel an der Spitze der Antarktischen Halbinsel. Sie liegt 5 km nordwestlich des Halpern Point am Nordrand der Duroch-Inseln.
Teilnehmer der 2. Chilenischen Antarktisexpedition (1947–1948) kartierten und benannten sie nach einem Mitglied dieser Forschungsreise. Das Advisory Committee on Antarctic Names nahm 1964 zur Vermeidung von Verwechslungen mit der Ross-Insel und der James-Ross-Insel eine Umbenennung vor. Namensgeber ist David A. Link, ein Feldforschungsassistent im United States Antarctic Research Program von der University of Wisconsin, der zwischen 1960 und 1961 in diesem Gebiet tätig war.